# Drepanosticta taurulus
Drepanosticta taurulus är en trollsländeart som beskrevs av Günther Theischinger och Richards 2005. Drepanosticta taurulus ingår i släktet Drepanosticta och familjen Platystictidae. Inga underarter finns listade i Catalogue of Life.